# Tyjani Beztati
 (juillet 2019).
Tyjani Beztati né le 21 octobre 1997 à Amsterdam est un kick-boxeur néerlando-marocain.

## Biographie
Tyjani Beztati naît et grandit à Amsterdam d'un père marocain originaire de Tétouan et d'une mère surinamienne. En 2007, il débute le kick-boxing. Étant jeune il pratiquait le football dans un club amateur, un soir il partait chercher sa petite sœur à son entraînement de kick-boxing et tomba amoureux de ce sport, depuis-lors il adopte la passion et la pratique de sports de combats. Dès son plus jeune âge, il est inscrit dans la salle d'entraînement Team Coliseum à Utrecht. Lors de ses débuts professionnels au Glory, il choisit de représenter le Maroc.
Le 4 septembre 2021, il remporta la ceinture de champion du monde du Glory (kick-boxing) en poids-légers en gagnant par décision unanime contre Elvis Gashi, il défend alors son titre de champion du monde trois fois entre 2022 et 2023 en battant successivement Josh Jauncey; Stoyan Koprivlenski & Petchpanomrung Petch .

## Palmarès
- 5 titres de champion du monde Glory dans la catégorie poids-légers[2]